# 太極拳譜
太極拳譜（たいきょくけんふ）は、中国武術のひとつである太極拳の理論書太極拳の理解と、太極拳の修行においての練習の心得やその要綱について論じたものである。全文わずか400文字に過ぎない書物で原本は存在しない。抄本として伝えられ、20世紀に入り活版印刷により普及し、証拠は不十分だが王宗岳が書いたとされる 。
陳家太極拳の趙堡架(ちょうほか)に学んだ武式太極拳の武禹襄(河北省)が河南省武陽県の店で入手したといわれている。李経綸(亦畲)と後の太極拳家たちが解説・追加した。李経綸が自身と李承綸と郝為真に配った手書き本『老三本』がある。後に、『廉讓堂太極拳譜』として李福蔭などが再整理し印刷出版された。その他各流派の理論書を総称して『太極拳譜』と呼ぶようになる 。民国元年(1912)に河南省国術館の関百益館長が『太極拳経』(たいきょくけんきょう)と名を変えて、それが現代では一般的な名称となっている 。
現在では原文の誤解釈された本や原文が改変されたものも存在する 。
『太極拳経』の原本の内容は以下のような項目になっている。

一、太極拳論

二、十三勢

三、十三勢工工歌

四、打手要言

五、打手歌。
なお、「打手歌」および「十三勢」などは陳家溝によって共通する内容が伝えられている。
徐哲東氏は「王宗岳が陳家溝に太極拳を伝授した」という説を立てた。逆に唐豪氏は「王宗岳が陳家溝に太極拳を学んだ」という説を立てている。というのも唐豪氏は、陳家溝九世に当たる陳王廷が、拳法を考案した時の詩が残っていると言ったことから「王宗岳が陳家溝に太極拳を学んだ」という説を立てた。

## 内容
太極者、無極而生、動静之機、陰陽之母也。動之則分。靜之則合。無過不及。隨曲就伸。人剛我柔謂之走。我順人背謂之黏。動急則急應。動緩則緩。雖變化萬端。而理為一貫。由著熟而漸悟懂勁。由懂董董勁而階及神明。然非功力之久。不能豁然貫通焉。虛靈頂勁。氣沉丹田。不偏不倚。忽隱忽現。左重則左虛。右重則右杳。仰之則彌高。俯之則彌深。進之則愈長。退之則愈促。一羽不能加。蠅蟲不能落。人不知我。我獨知人。英雄所向無敵。蓋皆由此而及也。斯技旁門甚多。雖勢有區別。概不外乎壯欺弱。慢讓快耳。有力打無力。手慢讓手快。是皆先天自然之能。非關學力而有為也。察四兩撥千斤之句。顯非力勝。觀耄耋能禦眾之形。快何能為。立如平準。活似車輪。偏沉則隨。雙重則滯。每見數年純功。不能運化者。率自為人制。雙重之病未悟耳。欲避此病。須知陰陽相濟。方為懂勁。懂勁後。愈練愈精。默識揣摩。漸至從心所欲。本是捨已從人。多誤捨近求遠。所謂差之毫釐。謬以千里。學者不可不詳辨焉。是為論。
「読み下し」

太極は無極にして生ず。動静の機、陰陽の母なり。
動けば 則(すなわ)ち分かれ、静まれば 則ち合(ごう)す。
過ぎること及ばざること無く、曲(きょく)に随い、伸(しん)に就(つ)く。
人 剛にして、我 柔なる、これを走(そう)と謂(い)う。
我 順にして、人 背(はい)なる。これを粘(ねん)という。
動き急なれば、則ち応ずること急にして、動き緩なれば、則ち緩に随う。
変化万端と雖(いえど)も、理は 一を為して貫く。
着熟(ちゃくじゅく)より 漸(ようや)く勁(けい)を懂(さと)り、勁を懂りて階(かい) 神明(しんめい)に及ぶ。
然(しか)るに力を用いず久しからざれば、豁然(かつぜん)として貫通する能(あた)わず。
頂の勁を虚領にし、気を丹田に沈め、 偏(へん)せず 倚(かたよ)らず、忽(たちま)ち隠れ忽ち現る。
左重ければ則ち左は虚、右重ければ則ち右は杳(くら)し。
仰ぎて則ち彌(いよいよ)高く、俯して則ち彌深し。進みては則ち愈(いよいよ)長く、退きては則ち愈促す。
一羽も加わる能わず、蠅虫(はえ)も落ちる能わず。人我を知らず、我独り人を知る。
英雄の向かう所敵無きは、蓋(けだ)し皆 此れより及ぶなり。
この技の旁門(ぼうもん)甚(はなは)だ多し。
勢(せい)は区別有りと雖も、概ね壮(そう)は弱を欺き、慢(まん)は快(かい)に譲るに外ならず。
力ある者が力無き者を打ち、手の慢(おそ)き者が手の快(はや)き者に譲る。
これ皆先天自然の能にして、学び力(つと)めて為すあるに関せず。
察せよ、四両も千斤を撥(はじ)くの句を。顕(あきら)かにせよ、非力に勝つことを。
観(み)よ、耄耋(ろうじん)の能(よ)く衆を禦(ぎょ)するの形を。
快き者何ぞ能く為さんや。
立てば平準(はかり)の如く、動けば車輪に似たり。
沈に偏(かたよ)れば則ち随い、双重(そうちょう)なれば則ち 滞(とどこお)る。
毎(つね)に見よ、数年純功するも運化(うんか)能わざる者は、
率(おおむ)ね 皆自ら人に制せらるるを。
双重の病(あやまち)、未だ悟らざるのみ。
もし此の病を避けんと欲すれば、須(すべから)く 陰陽を知るべし。
粘は即ち走、走は即ち粘。
陰は陽を離れず、陽は陰を離れず、陰陽 相済(あいたす)けて、方(まさ)に勁の悟りを為す、勁を懂りて後は、いよいよ練ればいよいよ精(つまび)らかなり。
黙識(もくし)揣摩(しま)すれば、漸(ようや)く心の欲する所に従う。
本(もと)は是れ己を捨て人に従うを、多くは誤りて近きを捨て遠きを求む。
所謂(いわゆ)る差は毫釐(わず)かなれども、謬(あやま)りは千里なり。
学ぶ者、詳(よ)く弁(わきま)えざるべからず。
是を論と為す。

## 代表的な人物
王宗岳(おう そうがく)　乾隆年間(1736-1795)頃の山右(山西省)の人物。武当派楊式太极拳の中興の祖である。

## 関連作品
王宗岳 著
『太極拳釋名』、『太極拳論』、『十三勢行功歌』、『打手歌』
武禹襄(ぶ　うじょう) 著
『十三勢行功要解』、『太極拳解』、『太極拳論要解』、『十三勢説略』、『身法八要』、『打手撤放』、『四字密訣』
李経綸(亦畲)　(り　けいりん) 著
『五字訣』、『十三勢架』、『走架打手行功要言』、『各勢白話歌』、『撤放密訣』、『虚実図解』、『敷字訣解』